# سالفون (السبرة)

تعديل مصدري - تعديل

سالفون هي إحدى قرى عزلة عروان بمديرية السبرة التابعة لمحافظة إب، بلغ تعداد سكانها 666 نسمة حسب تعداد اليمن لعام 2004.